# لوترية (فلم 2010)
اللوترية هو فيلم وثائقي من إنتاج عام 2010 يتحدث عن الجدل الدائر حول المدارس العامة والمدارس التعاقدية الموجودة في الولايات المتحدة، والفيلم من إخراج مادلين ساكلر. قام بإنتاج الفيلم بليك أشمان كبرفاسير وجيمس لولر ومادلين ساكلر. أما المصور فهو فولفغانغ هيلد الذي قام بتصوير (برونو، ميتاليكا: نوع من الوحوش وأطفال تحت سطح الأرض).

## ملخص الفيلم
يتبع الفيلم أربع عائلات من هارلم وبرونكس في الأشهر التي سبقت قرعة القبول بإحدى مدارس أكاديمية النجاح التعاقدية (المعروفة آنذاك باسم أكاديمية هارلم للنجاح)، وهي واحدة من أكثر المدارس التعاقدية نجاحًا في مدينة نيويورك. ويتناول الفيلم الجدل الدائر حول حركة إصلاح التعليم. حيث يسلط الفيلم الضوء على معارضة نقابات المعلمين للمدارس التعاقدية (لأنها عادةً ما لا يوجد لها نقابات)، والصراع القائم بين المدارس العامة والتعاقدية على المباني.

## المشاركون
- جيفري كاندا: الرئيس والمدير التنفيذي لـمنطقة أطفال هارلم، التي تطلق عليها مجلة نيويورك تايمز «إحدى أكثر التجارب الاجتماعية طموحًا في عصرنا.»
- كوري بوكر: عمدة نيوآرك، نيوجيرسي. وهو عضو في العديد من المجالس واللجان الاستشارية الملتزمة بالتعليم.
- كانديس فراير: مدرس في أكاديمية هارلم للنجاح 2 (التي تعرف الآن باسم هارلم أكاديمية النجاح 2).
- بيتسي غوتبوم: المحامي العام لمدينة نيويورك منذ 2001 وحتى 2009.
- ميريديث غوتلين: مدير المدرسة PS29 في برونكس.
- جويل كلاين: مستشار مدرسة مدينة نيويورك منذ 2002 وحتى يناير 2011.
- جيم مانلي: مدير أكاديمية النجاج بهارلم 2.
- إيفا موسكوفيتش: المؤسس والرئيس التنفيذي للمدارس التعاقدية بأكاديمية النجاح (المعروفة فيما بعد باسم شبكة النجاح التعاقدية)، التي تدير أكاديميات النجاح.
- جيسيكا ريد: مدرس في أكاديمية النجاح بهارلم 2 (التي تعرف الآن باسم هارلم أكاديمية النجاح 2).
- سوزان تايلور]: رئيسة تحرير مجلة إيسنيس منذ 1981 وحتي 2000. قامت بتأسيس حركة الإرشاد (CARES)الوطنية، التي تهدف إلى تجنيد مليون معلم بالغ.
- داسيا تول: الرئيس والرئيس التنفيذي المشارك لحركة الإنجاز أولاً (Achievement First) التي يدير سبع عشرة مدرسة تعاقدية في كونيتيكت ونيويورك.
- بول تاف: محرر بمجلة نيويورك تايمز ومؤلف مهما كلف الأمر: طلب جيفري كاندا لتغيير هارلم وأمريكا.

## الإنتاج
قالت ساكلر، وهي خريجة من جامعة ديوك، أنها استلهمت صناعة الفيلم باستخدام شريط أخبار قرعة المدرسة التعاقدية في مستودع هارلم عام 2008. فقد كان هذا هو مشروع فيلمها الأول.

## التوزيع
تم عرض الفيلم في مهرجان تريبيكا السينمائي في أبريل 2010، كجزء من اجتماع «محادثات تريبيكا».
وعُرض فيلم اللوترية في دور العرض السينمائية في 7 مايو 2010، وتم توزيعه على أسطوانات دي في دي في 30 مايو 2010.

## الترحيب
لاحظ فرانك شيك ، وهو مراسل بهوليوود أن الفيلم «يكاد يكون موضوعيًا في موقفه»، ولكنه يقول إنه «سيحقق مصلحة حيوية لكل شخص مهتم بالموضوع.» وقد قارنه إيرول لويس في نيويورك ديلي نيوز بفيلم حقيقة غير مريحة، قائلاً إنه «سيُحفز ويستحث أنصار المدارس التعاقدية بالآلاف.»

## وصلات خارجية
- الموقع الرسمي
- Hulu website for viewing the movie free
- مقالات تستعمل روابط فنية بلا صلة مع ويكي بيانات
- Adams، Thelma (15 يونيو 2010). "Charter School Controversy: A Q&A With The Lottery Director Madeleine Sackler". Huffington Post. مؤرشف من الأصل في 2016-03-03. اطلع عليه بتاريخ 2010-06-17.